# Bönälven
Bönälven (Bönån) är en skogsälv i norra Norrbotten, Överkalix kommun. Den är ett biflöde till Ängesån i Kalixälvens vattensystem. Längden är cirka 95 km inklusive källflöden. 
Bönälven rinner upp i Bönträsket inom Gällivare kommun (164 m ö.h.) och rinner först cirka 50 km åt sydost, därpå efter en väldig krök åt nordväst i cirka 20 km. Älven mynnar i sjön Orasjärv (64 m ö.h.) som avvattnas till Ängesån via den korta Tvärån (inte ens 10 km), som är Ängesåns största biflöde. Förutom Bönälven mynnar även Lansån i Orasjärv.
Största biflöden till Bönälven är Muggån och Risån, båda rinner in från väster. Närmast utloppet till Orasjärv (intill E10) rinner Naisbäcken in i älven norrifrån för västra delen av kommunen.  Viktigaste källflöde är Västerån. Bönälven var fram till första åren av 1960-talet en viktig flottningsled.
Älven är en populär led för kanotfärder och för sportfiske. Bönälven är ett bra fiskevatten där det förekommer abborre, gädda, id, mört, braxen, harr och öring. De viktigaste forsarna i Bönälven är Kvarnforsen, Hammarforsen, Kinsforsen och Bönkroken.